# 克雷姆斯艺术馆
克雷姆斯艺术馆（Kunsthalle Krems-Stein）位于奥地利下奥地利州多瑙河畔克雷姆斯的斯泰因区（Stein an der Donau），是一个国际展览馆，于1992年至1995年，利用1852年建成的原烟草工厂的厂房改建而成，由建筑师阿道夫·克里斯查尼茨设计。2016年6月至2017年7月，艺术馆暂时关闭修复，耗资350万欧元，于2017年7月1日重新开放。包括原方济住院会教堂（Minoritenkirche）.。
克雷姆斯艺术馆是当地“艺术之旅”（Kunstmeile Krems）的一站，紧邻克雷姆斯漫画博物馆（Karikaturmuseum Krems）和下奥地利州立美术馆（Landesgalerie Niederösterreich）, 设有一条地下通道。